# Havenbus

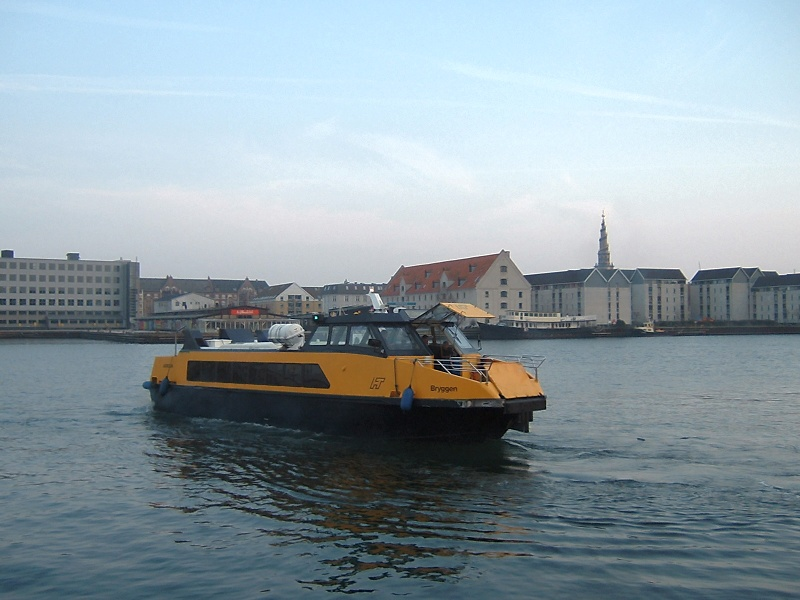
Havenbus

De havenbussen van Kopenhagen (Deens: Københavns Havnebusser) vormen een netwerk van waterbussen langs de kustlijn van Kopenhagen (Denemarken), uitgebaat door Movia. De havenbussen maken deel uit van het openbaar vervoersnetwerk met een gratis overstap van en naar andere bussen, metro en DSB-treinen.